# 胡定華
胡定華（1943年1月9日—2019年7月11日），生於四川成都，籍貫湖北仙桃，電子工程學者與企業家。曾參與工研院創辦，長期在此服務，為台灣半導體產業的先驅人物，曾任合勤科技與旺宏電子董事長。

## 生平
其父親為中華民國空軍中將、曾任空軍指揮參謀學校校長的胡百錫。在對日抗戰勝利後，由四川移居南京，1948年再隨其父母來到台灣。
1959年，考取台灣大學電機系，後取得交通大學電子工程研究所碩士。1970年取得美國密蘇里大學電機工程博士後，回到交大電子工程系教授半導體技術，培育不少台灣的半導體與資訊界人才，如：施振榮、宣明智、朱順一、魏哲家等人。
1973年，向積體電路發展計劃的負責人潘文淵自薦，自交大離職，投入籌設工研院電子工業研究中心，任電子工業研究中心副主任。在成立電子所後，出任首任所長，並任工研究副院長。1976年，中華民國政府與美國RCA公司簽約取得半導體製造技術，由胡定華任技術移轉計劃負責人，帶領電子所同仁，至美國學習半導體製程。
1982年，至美國史丹福大學取得管理科學碩士學位。之後曾參與籌劃台積電與聯電的創立。
1988年，自工研院離職，任美商漢鼎公司總經理。1989年投資合勤科技，任董事長。1990年，創立建邦創投，從事創業投資。
2001年，與吳敏求等人共同創辦旺宏電子，任董事長。
2019年因心肌梗塞過世，獲中華民國政府明令褒揚

## 榮譽
2012年，獲選為首屆工研院院士。